# Valdemanco
Valdemanco község Spanyolországban, Madrid tartományban. Valdemanco Bustarviejo, Garganta de los Montes, Lozoyuela-Navas-Sieteiglesias, La Cabrera, Cabanillas de la Sierra és Navalafuente községekkel határos. Lakosainak száma 1052 fő (2024).

## Népesség
A település népessége az utóbbi években az alábbiak szerint változott:
| Lakosok száma | 517  | 736  | 898  | 975  | 949  | 972  | 916  | 914  | 1033 | 1052 |
|               | 2001 | 2004 | 2007 | 2009 | 2012 | 2014 | 2017 | 2019 | 2022 | 2024 |